# Роберт Курвіц
Роберт Курвіц (ест. Robert Kurvitz) — естонський письменник карельського походження, сценарист, пісняр. Син митців Рауля Курвіца і Ліліан Мосолайнен.
Є засновником відеоігрової студії «ZA/UM» (від рос. «заумь»).

## Музична кар'єра
У 2001 році Курвіц став вокалістом та автором пісень рок-гурту «Ultramelanhool». Гурт випустив два альбоми: «Must apelsin» («Чорний апельсин») у 2004 році та «Materjal» («Матеріал») у 2008 році. Причому другий альбом вийшов самвидавом і викладений в Інтернеті у вільний доступ. Третій альбом, «Fantastika» («Фантастика»), був анонсований у 2011, але досі не втілений.
У 2011 році Роберт і Рауль Курвіци спільно створили альбом «Forbidden to sing» («Заборонене до співу»), котрий здобув щорічну премію Естонського культурного фонду.

## Письменництво
Роберт Курвіц є автором сценаріїв фільму «Free Range – балада про схвалення світу» (2013) та відеогри «Disco Elysium» (2019), а також фантастичного роману «Свята і страшна пахощ» (2013).
Стрічка «Free Range» представляла Естонію на 86-му «Оскарі», гра «Disco Elysium» здобула нагороду The Game Awards за найкращу оповідь, а «Свята і страшна пахощ» була названа естонськими критиками однією з найкращих книг десятиліття.
Роберт Курвіц був номінований на премію «Неб'юла» 2019 року за найкращий відеоігровий сценарій.

## Погляди
|                 | Особисто я себе вважаю дитиною Радянського Союзу. Я народився в СРСР, це в моєму свідоцтві про народження. Я завжди відчував себе частиною великої геополітичної формації, відчував, що я частина (не в сучасному націоналістичному сенсі, а у великому геополітичному сенсі) дещо навіженого месіанізму, у котрий слов’янська цивілізація часом впадає. Це річ, яку я поділяю. В моїх амбіціях побачити себе в одному ряду з Братами Стругацькими або російськими футуристами початку XX сторіччя». |
| — Роберт Курвіц | |